# Fellbach
Fellbach ist eine Stadt mit 47.123 Einwohnern (31. Dezember 2023) im Rems-Murr-Kreis in Baden-Württemberg. Sie liegt an der nordöstlichen Stadtgrenze Stuttgarts. Fellbach gehört zur Region Stuttgart und zur europäischen Metropolregion Stuttgart. Sie ist nach der Kreisstadt Waiblingen die zweitbevölkerungsreichste Stadt des Landkreises und bildet zusammen mit Waiblingen ein Mittelzentrum für die umliegenden Gemeinden.
Die Einwohnerzahl Fellbachs überschritt Anfang der 1950er-Jahre die Grenze von 20.000, sodass die Stadt bereits mit Inkrafttreten der baden-württembergischen Gemeindeordnung am 1. April 1956 den Status einer Großen Kreisstadt erhielt.

## Geographie

### Geographische Lage
Fellbach liegt im Süden des Neckarbeckens auf einer Hochfläche zwischen Neckar und Remstal an den nördlichen Ausläufern des Schurwaldes, dessen Erhebungen hier der Kappelberg (469 m) und der Kernen (512,7 m) bilden. Das Stadtgebiet dehnt sich nördlich in das sogenannte „Schmidener Feld“ aus.

### Nachbargemeinden
Folgende Städte und Gemeinden grenzen an die Stadt Fellbach. Sie werden im Uhrzeigersinn beginnend im Osten genannt:

Waiblingen und Kernen im Remstal (beide Rems-Murr-Kreis), Stuttgart (Stadtkreis) und Remseck am Neckar (Landkreis Ludwigsburg)

### Stadtgliederung
Das Stadtgebiet Fellbachs besteht aus der Kernstadt und den beiden Stadtteilen Schmiden (am 1. Januar 1973 eingegliedert) und Oeffingen (am 1. April 1974 eingegliedert), die vorher selbstständige Gemeinden waren und heute fast nahtlos ineinander übergehen. Innerhalb der einzelnen Stadtteile werden zum Teil Wohngebiete mit besonderem Namen unterschieden, die jedoch meist nicht genau abgrenzbar sind.
Auf dem Gebiet der Stadt Fellbach liegen fünf separat gelegene Orte. Zu Fellbach gehören die Stadt Fellbach und der Ort Lindle. Zu Oeffingen gehören der Ort Oeffingen und das Gehöft Tennhof und zu Schmiden der Ort Schmiden. 

### Wüstungen
Im Stadtgebiet Fellbachs liegen die abgegangenen Ortschaften Dietbach, Erbach, Immenrodt, Gretenbach, Wiflingen und, nicht mit Sicherheit belegt, die Beiburg auf dem Kernen sowie die Burg Oeffingen.

### Raumplanung
Zusammen mit der Nachbarstadt Waiblingen bildet Fellbach ein Mittelzentrum innerhalb der Region Stuttgart, deren Oberzentrum Stuttgart ist. Zum Mittelbereich Waiblingen/Fellbach gehören noch die Städte und Gemeinden im Südwesten des Rems-Murr-Kreises, und zwar Berglen, Kernen im Remstal, Korb, Leutenbach, Schwaikheim, Weinstadt und Winnenden.

### Flächenaufteilung
Nach Daten des Statistischen Landesamtes, Stand 2014.

## Geschichte

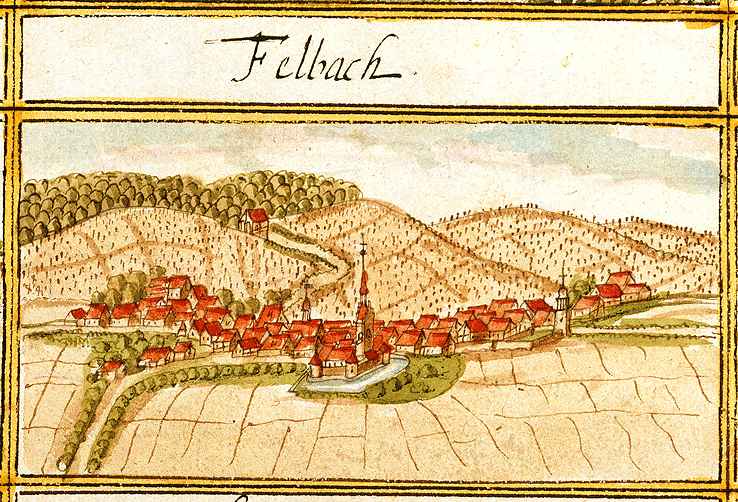
Fellbach 1685, Forstlagerbuch von Andreas Kieser

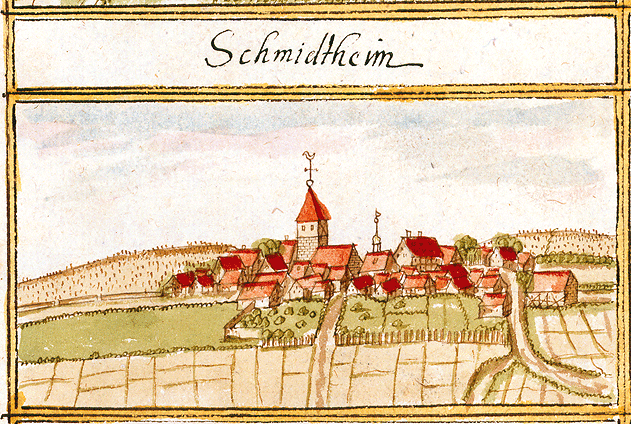
Schmiden 1685

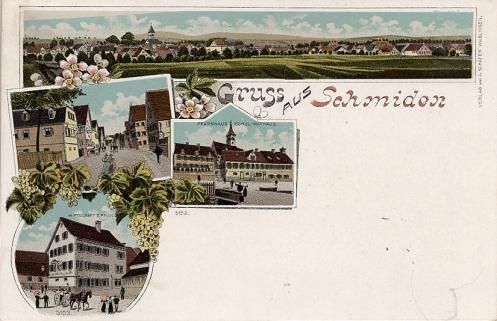
Schmiden um 1900

### Fellbach
1121 wurde Fellbach erstmals urkundlich erwähnt als „Velbach“. 1357 tauchte der Name „Velebach“ und um 1800 „Fehlbach“ auf. Die Bedeutung des Namens ist nicht ganz geklärt, sie könnte aber von der „Felbe“ = Weidenbaum stammen. Über die Erbschaft mit Cannstatt kam der Ort an die Welfen, 1191 an die Staufer und wohl bereits 1199 an die Grafen von Grüningen, die 1291 von den Grafen von Württemberg abgelöst wurden. Mehrere Grundherren hatten in Fellbach Besitz, den das Haus Württemberg Zug um Zug aufkaufte.
Gegen Ende des Dreißigjährigen Kriegs hatte der Ort durch Kriegseinwirkungen nur noch 556 Einwohner. 1811 erhielt Fellbach Marktrechte. Durch den Bau der Remsbahn kam im Jahre 1861 der Anschluss an das Netz der Württembergischen Eisenbahnen. Dies und die Nähe zu Stuttgart, der Hauptstadt des Königreichs Württemberg, förderte die Industrialisierung. Dadurch wuchs Fellbach bis 1931 auf über 10.000 Einwohner an und war zu jener Zeit die größte württembergische Landgemeinde. Zunächst gehörte die Gemeinde zum Oberamt Cannstatt. Nach dessen Auflösung 1923 kam Fellbach zum Oberamt Waiblingen, aus dem 1938 im Zuge der Kreisreform während der NS-Zeit in Württemberg der Landkreis Waiblingen hervorging. Am 14. Oktober 1933 wurde die Landgemeinde Fellbach zur Stadt erhoben. Nach dem Zweiten Weltkrieg geriet Fellbach, das durch Luftangriffe zu 8 % zerstört worden war, in die Amerikanische Besatzungszone und gehörte somit zum neu gegründeten Land Württemberg-Baden. 1952 gelangte Fellbach zum heutigen Bundesland Baden-Württemberg. In den 1950er Jahren überschritt die Einwohnerzahl die 20.000-Grenze. Daher wurde Fellbach am 1. April 1956 zur Großen Kreisstadt im Landkreis Waiblingen ernannt.
Bei der Kreisreform in Baden-Württemberg kam Fellbach am 1. Januar 1973 zum Rems-Murr-Kreis.

### Stadtteile
| Schmiden  | - Schmiden wurde 1225 erstmals urkundlich erwähnt als „Smidheim“. Der Ort kam schon früh an Württemberg, doch hatten auch hier mehrere Grundherren Besitzungen. Im Gegensatz zu Fellbach gehörte Schmiden zunächst zum Oberamt Waiblingen und kam erst 1718 zum Oberamt Cannstatt. Nach dessen Auflösung 1923 kam es erneut zum Oberamt Waiblingen, später Landkreis Waiblingen. |
| Oeffingen | - Oeffingen wurde bereits 789 erstmals urkundlich erwähnt als Villa Uffingen im Neckargau. Im 13. Jahrhundert war der Ort wohl württembergisch, doch tauschten die Grafen 1389 zusammen mit den Orten Hofen und Mühlhausen an die Herren von Neuhausen auf den Fildern. Da diese die Reformation nicht einführten, blieb Oeffingen katholisch. 1618 wurde Oeffingen an das Domkapitel Augsburg verkauft und kam nach der Säkularisation 1803 an das Königreich Bayern. Durch den Grenzvertrag mit Bayen wurde der Ort schließlich 1810 Württemberg angegliedert und dem Oberamt Cannstatt zugeordnet. Nach dessen Auflösung 1923 kam es zum Oberamt Waiblingen, später Landkreis Waiblingen. Am 19. August 1957 wurde die Schreibweise des Ortes von Öffingen in Oeffingen geändert. |

### Eingemeindungen
Folgende Gemeinden wurden nach Fellbach eingemeindet:
- 1. Januar 1973 Schmiden[10]
- 1. April 1974 Oeffingen[11]

### Einwohnerentwicklung

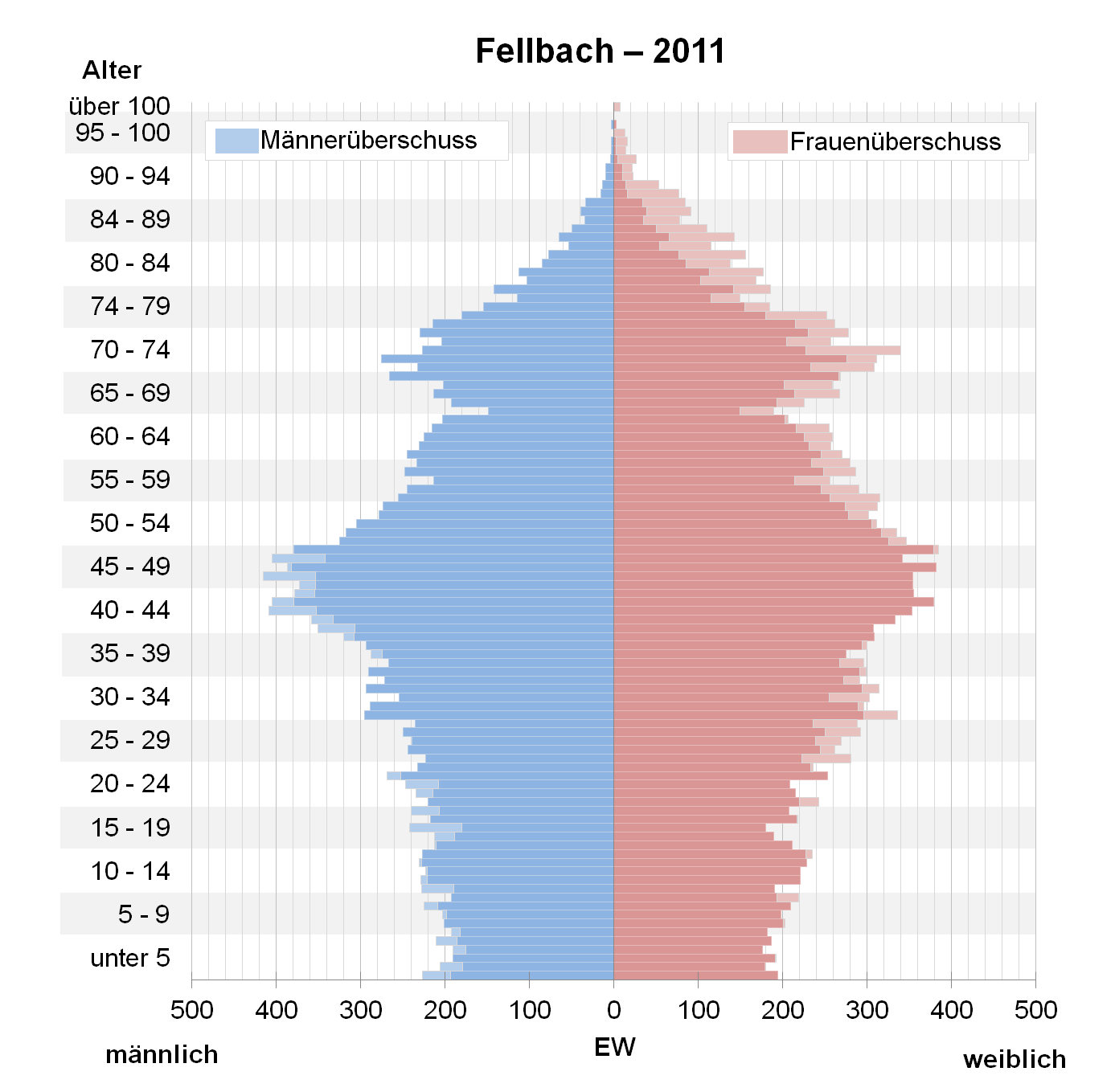
Bevölkerungspyramide für Fellbach (Datenquelle: Zensus 2011)

Die Einwohnerzahlen sind Schätzungen, Volkszählungsergebnisse (¹) oder amtliche Fortschreibungen des Statistischen Landesamts Baden-Württemberg (nur Hauptwohnsitze).
| Jahr               | Einwohner |
| ------------------ | --------- |
| 1540               | ca. 1.000 |
| 1803               | 2.355     |
| 1810               | 2.401     |
| 1843               | 2.813     |
| 1861               | 3.023     |
| 1. Dezember 1871   | 3.181     |
| 1. Dezember 1880 ¹ | 3.512     |
| 1. Dezember 1890 ¹ | 3.816     |
| 1. Dezember 1900 ¹ | 4.300     |
| 1. Dezember 1910 ¹ | 6.780     |
| 16. Juni 1925 ¹    | 8.500     |
| 16. Juni 1933 ¹    | 11.291    |
| 17. Mai 1939 ¹     | 14.988    |
| 1946               | 16.890    |

| Jahr                 | Einwohner |
| -------------------- | --------- |
| 13. September 1950 ¹ | 19.314    |
| 6. Juni 1961 ¹       | 26.040    |
| 27. Mai 1970 ¹       | 28.962    |
| 31. Dezember 1975    | 42.501    |
| 31. Dezember 1980    | 41.383    |
| 25. Mai 1987 ¹       | 39.140    |
| 31. Dezember 1990    | 40.930    |
| 31. Dezember 1995    | 42.554    |
| 31. Dezember 2000    | 42.946    |
| 31. Dezember 2005    | 44.054    |
| 31. Dezember 2010    | 44.665    |
| 31. Dezember 2015    | 45.147    |
| 31. Dezember 2020    | 45.430    |

## Religionen

### Christentum

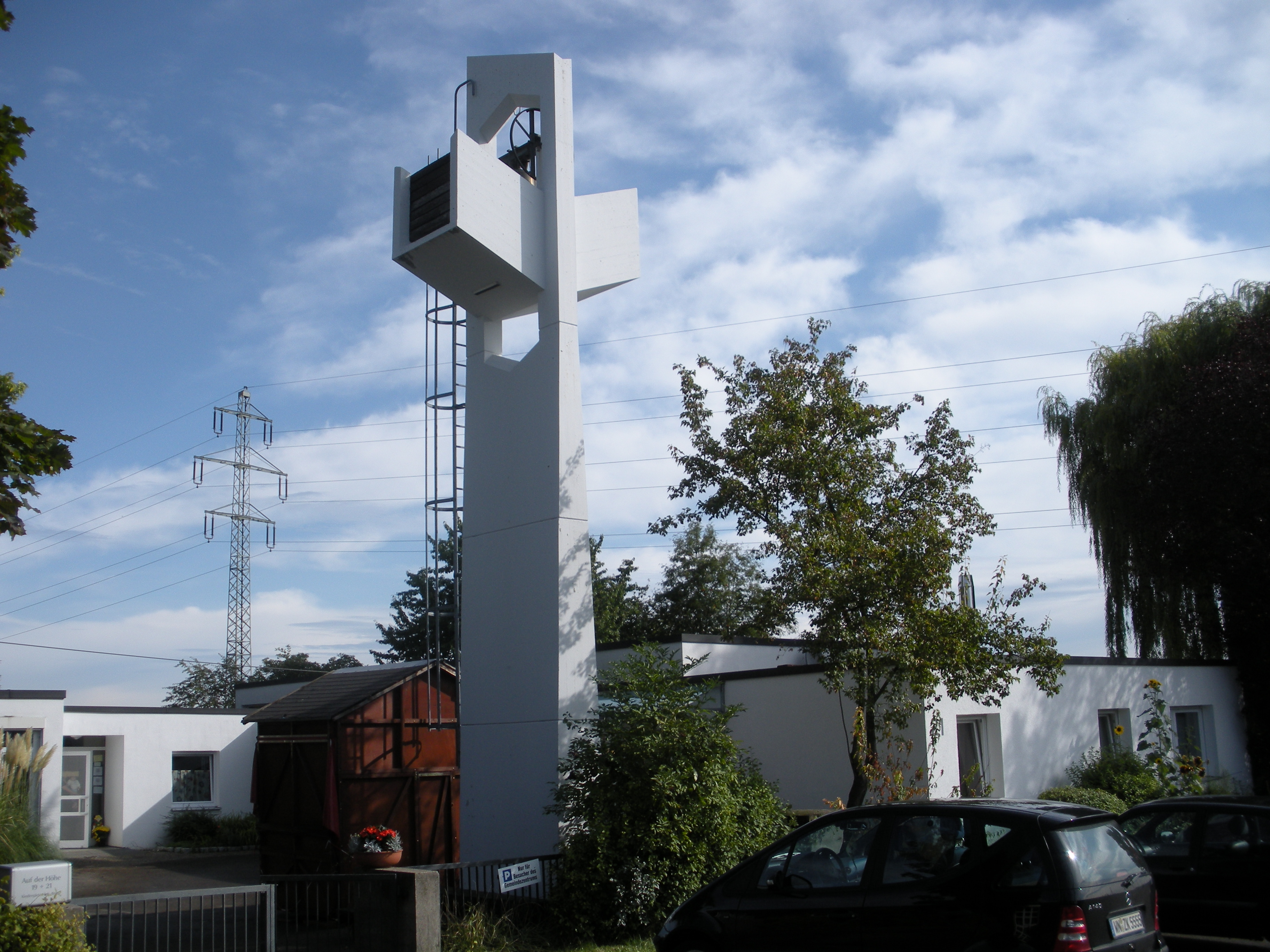
Evangelische Johannes-Brenz-Kirche in Fellbach-Lindle

Fellbach gehörte schon früh zu Württemberg und wurde ursprünglich von der Uffkirche in Cannstatt aus betreut. 1534 wurde mit Württemberg die Reformation eingeführt. Im Mittelalter wurde Fellbach eine eigene Pfarrei. Die Kirche war ursprünglich St. Maria und später St. Gallus geweiht. Die heutige Kirche der Stadt ist die Lutherkirche, die im Wesentlichen im 15. Jahrhundert erbaut wurde. Neben der Lutherkirche gibt es noch die Pauluskirche (erbaut 1927) sowie im Stadtteil Lindle die Johannes-Brenz-Kirche. Die Melanchthonkirche (erbaut 1964) wurde 2024 abgebrochen.
Auch im Stadtteil Schmiden wurde durch Württemberg die Reformation eingeführt, hier gibt es die alte evangelische Dionysiuskirche.
In Oeffingen gibt es erst seit 1970 eine eigene evangelische Kirche und Pfarrei.
Alle Protestanten der Stadt Fellbach gehörten zunächst zum Dekanat bzw. Kirchenbezirk Cannstatt, heute zum Dekanat bzw. Kirchenbezirk Waiblingen der Evangelischen Landeskirche in Württemberg.
Die Katholiken (Alt-)Fellbachs gehörten vor der Reformation zum Bistum Konstanz und waren dem Archidiakonat „ante nemus“, Kapitel Grunbach, zugeordnet. Nach der Reformation gab es keine Katholiken mehr. Erst im 19. Jahrhundert zogen wieder Katholiken zu, die ab 1923 eine eigene Kirche (St. Johannes) erbauten. Sie wurde 1949 neu erbaut. 1967 wurde eine zweite Kirche, die Maria-Regina-Kirche erbaut.
In Schmiden wurde infolge Zuzugs von Katholiken 1958 eine eigene katholische Kirche (Zur Allerheiligsten Dreifaltigkeit) erbaut. Seit 1961 ist Schmiden eigene Pfarrei.
Oeffingen war im evangelischen Württemberg eine katholische Enklave. Es war erst im Besitz der Ritter von Neuhausen und wurde 1619 an das Domkapitel Augsburg verkauft. Um 1800 gab es kurze Zeit auch ein Franziskanerkloster in Oeffingen. In Oeffingen bestand eine alte katholische Kirche am Ortsrand, die im Zweiten Weltkrieg durch einen Fliegerangriff stark beschädigt wurde. Die heutige Kirche Christus König wurde 1968 erbaut. Alle drei Pfarrgemeinden der Stadt Fellbach bilden zusammen mit der 2003 gegründeten italienischsprachigen Gemeinde Maria Regina die Seelsorgeeinheit Fellbach innerhalb des Dekanats Rems-Murr des Bistums Rottenburg-Stuttgart.
Die Neuapostolische Kirche hat in Fellbach 1983 eine Zentralkirche für den Stuttgarter Apostelbezirk mit 1400 Sitzplätzen errichten lassen. Sie wird vom Stammapostel, dem geistlichen Oberhaupt, und von anderen hohen Amtsträgern der Neuapostolischen Kirche öfters besucht. Zu Pfingsten 2005 wurde dort der derzeitige Stammapostel Wilhelm Leber in sein Amt eingeführt.
Neben den beiden großen Kirchen gibt es in Fellbach auch eine griechisch-orthodoxe Gemeinde sowie einige Freikirchen, darunter die Evangelisch-methodistische Kirche, eine Mennonitengemeinde, die Gemeinschaft der Siebenten-Tags-Adventisten und die Zeugen Jehovas sind in Fellbach vertreten.

### Sonstige
Seit 1998 bietet die Fatih Camii Fellbach im Stadtteil Schmiden eine Gebetsstätte für die Bürger islamischen Glaubens an.

### Konfessionsstatistik
Gemäß der Volkszählung 2011 waren 33,3 % der Einwohner evangelisch, 28,3 % römisch-katholisch und 38,4 % waren konfessionslos, gehörten einer anderen Religionsgemeinschaft an oder machten keine Angabe. Die Zahl der Katholiken und vor allem die der Protestanten ist seitdem gesunken. Ende 2019 hatte Fellbach 46.216 Einwohner, davon 27,4 % (12.695) Protestanten und 25,6 % (11.825) Katholiken. 21.696 (46,9 %) hatten entweder eine andere oder gar keine Religionszugehörigkeit.

## Politik

### Gemeinderat
Der Gemeinderat in Fellbach hat 32 Mitglieder. Er besteht aus den gewählten ehrenamtlichen Gemeinderäten und dem Oberbürgermeister als Vorsitzendem. Der Oberbürgermeister ist im Gemeinderat stimmberechtigt. Die Kommunalwahl am 9. Juni 2024 führte zu folgendem vorläufigen Endergebnis.
| Parteien und Wählergemeinschaften | Parteien und Wählergemeinschaften           | % 2024  | Sitze 2024 | % 2019  | Sitze 2019 | Kommunalwahl 2024 %403020100 31,8724,6415,5816,8112,371,34n. k.n. k. FW/FDCDUGrüneSPDStadtmacherWUFFLinkeF2Gewinne und Verlusteim Vergleich zu 2014 %p 14 12 10 8 6 4 2 0 −2 −4 −6−2,95+0,31−5,35−4,05+12,37+1,34−1,65−1,45FW/FDCDUGrüneSPDStadtmacherWUFFLinkeF2 |
| FW-FD                             | Freie Wähler/Freie Demokraten               | 31,87   | 10         | 34,82   | 11         | Kommunalwahl 2024 %403020100 31,8724,6415,5816,8112,371,34n. k.n. k. FW/FDCDUGrüneSPDStadtmacherWUFFLinkeF2Gewinne und Verlusteim Vergleich zu 2014 %p 14 12 10 8 6 4 2 0 −2 −4 −6−2,95+0,31−5,35−4,05+12,37+1,34−1,65−1,45FW/FDCDUGrüneSPDStadtmacherWUFFLinkeF2 |
| CDU                               | Christlich Demokratische Union Deutschlands | 24,64   | 8          | 24,33   | 8          | Kommunalwahl 2024 %403020100 31,8724,6415,5816,8112,371,34n. k.n. k. FW/FDCDUGrüneSPDStadtmacherWUFFLinkeF2Gewinne und Verlusteim Vergleich zu 2014 %p 14 12 10 8 6 4 2 0 −2 −4 −6−2,95+0,31−5,35−4,05+12,37+1,34−1,65−1,45FW/FDCDUGrüneSPDStadtmacherWUFFLinkeF2 |
| Grüne                             | Bündnis 90/Die Grünen                       | 15,58   | 5          | 20,93   | 7          | Kommunalwahl 2024 %403020100 31,8724,6415,5816,8112,371,34n. k.n. k. FW/FDCDUGrüneSPDStadtmacherWUFFLinkeF2Gewinne und Verlusteim Vergleich zu 2014 %p 14 12 10 8 6 4 2 0 −2 −4 −6−2,95+0,31−5,35−4,05+12,37+1,34−1,65−1,45FW/FDCDUGrüneSPDStadtmacherWUFFLinkeF2 |
| SPD                               | Sozialdemokratische Partei Deutschlands     | 14,19   | 5          | 16,81   | 5          | Kommunalwahl 2024 %403020100 31,8724,6415,5816,8112,371,34n. k.n. k. FW/FDCDUGrüneSPDStadtmacherWUFFLinkeF2Gewinne und Verlusteim Vergleich zu 2014 %p 14 12 10 8 6 4 2 0 −2 −4 −6−2,95+0,31−5,35−4,05+12,37+1,34−1,65−1,45FW/FDCDUGrüneSPDStadtmacherWUFFLinkeF2 |
| Stadtmacher                       | Stadtmacher Fellbach                        | 12,37   | 4          | –       | –          | Kommunalwahl 2024 %403020100 31,8724,6415,5816,8112,371,34n. k.n. k. FW/FDCDUGrüneSPDStadtmacherWUFFLinkeF2Gewinne und Verlusteim Vergleich zu 2014 %p 14 12 10 8 6 4 2 0 −2 −4 −6−2,95+0,31−5,35−4,05+12,37+1,34−1,65−1,45FW/FDCDUGrüneSPDStadtmacherWUFFLinkeF2 |
| WUFF                              | Wir-unabhängig für Fellbach                 | 1,34    | 0          | –       | –          | Kommunalwahl 2024 %403020100 31,8724,6415,5816,8112,371,34n. k.n. k. FW/FDCDUGrüneSPDStadtmacherWUFFLinkeF2Gewinne und Verlusteim Vergleich zu 2014 %p 14 12 10 8 6 4 2 0 −2 −4 −6−2,95+0,31−5,35−4,05+12,37+1,34−1,65−1,45FW/FDCDUGrüneSPDStadtmacherWUFFLinkeF2 |
| Linke                             | Die Linke                                   | –       | –          | 1,65    | 1          | Kommunalwahl 2024 %403020100 31,8724,6415,5816,8112,371,34n. k.n. k. FW/FDCDUGrüneSPDStadtmacherWUFFLinkeF2Gewinne und Verlusteim Vergleich zu 2014 %p 14 12 10 8 6 4 2 0 −2 −4 −6−2,95+0,31−5,35−4,05+12,37+1,34−1,65−1,45FW/FDCDUGrüneSPDStadtmacherWUFFLinkeF2 |
| F2                                | F2-für Fellbach                             | –       | –          | 1,45    | 0          | Kommunalwahl 2024 %403020100 31,8724,6415,5816,8112,371,34n. k.n. k. FW/FDCDUGrüneSPDStadtmacherWUFFLinkeF2Gewinne und Verlusteim Vergleich zu 2014 %p 14 12 10 8 6 4 2 0 −2 −4 −6−2,95+0,31−5,35−4,05+12,37+1,34−1,65−1,45FW/FDCDUGrüneSPDStadtmacherWUFFLinkeF2 |
| gesamt                            | gesamt                                      | 100,0   | 32         | 100,0   | 32         | Kommunalwahl 2024 %403020100 31,8724,6415,5816,8112,371,34n. k.n. k. FW/FDCDUGrüneSPDStadtmacherWUFFLinkeF2Gewinne und Verlusteim Vergleich zu 2014 %p 14 12 10 8 6 4 2 0 −2 −4 −6−2,95+0,31−5,35−4,05+12,37+1,34−1,65−1,45FW/FDCDUGrüneSPDStadtmacherWUFFLinkeF2 |
| Wahlbeteiligung                   | Wahlbeteiligung                             | 58,35 % | 58,35 %    | 56,10 % | 56,10 %    | Kommunalwahl 2024 %403020100 31,8724,6415,5816,8112,371,34n. k.n. k. FW/FDCDUGrüneSPDStadtmacherWUFFLinkeF2Gewinne und Verlusteim Vergleich zu 2014 %p 14 12 10 8 6 4 2 0 −2 −4 −6−2,95+0,31−5,35−4,05+12,37+1,34−1,65−1,45FW/FDCDUGrüneSPDStadtmacherWUFFLinkeF2 |

### Jugendgemeinderat
Seit 1999 können Fellbachs Jugendliche über den das kommunale Geschehen mitgestalten. Der Jugendgemeinderat versteht sich als kommunalpolitisches Sprachrohr der Jugendlichen und als Mittler zwischen den Jugendlichen und den Institutionen der Stadt.

### Bürgermeister
An der Spitze der Gemeinde Fellbach stand ein Schultheiß, der seit 1930 die Amtsbezeichnung Bürgermeister und seit der Erhebung zur Großen Kreisstadt am 1. April 1956 die Bezeichnung Oberbürgermeister führt. Dieser wird von den Wahlberechtigten auf acht Jahre direkt gewählt. Er ist Vorsitzender des Gemeinderats. Seine allgemeinen Stellvertreter sind der 1. Beigeordnete mit der Amtsbezeichnung Erster Bürgermeister und der 2. Beigeordnete mit der Amtsbezeichnung Bürgermeister.
Gemeinde und Stadtoberhäupter seit 1800:
- 1800–1845: Philipp Heinrich Friz, Amtmann und Gerichtsschreiber
- 1845–1849: Johannes Sayler, Schultheiß
- 1850–1877: Jakob Friedrich Lipp, Schultheiß
- 1878–1908: Ernst Albert Friz, Schultheiß
- 1908–1931: August Brändle, Schultheiß
- 1932–1937: Max Graser
- 1938–1945: Emil Adelhelm
- 1945: Alfons Meyer
- 1945–1948: Heinrich Schnaitmann
- 1948–1966: Max Graser
- 1966–1976: Guntram Palm (FDP)
- 1976–2000: Friedrich-Wilhelm Kiel (FDP)
- 2000–2016: Christoph Palm (CDU)
- seit 7. November 2016: Gabriele Zull (parteilos)[17]

### Wappen

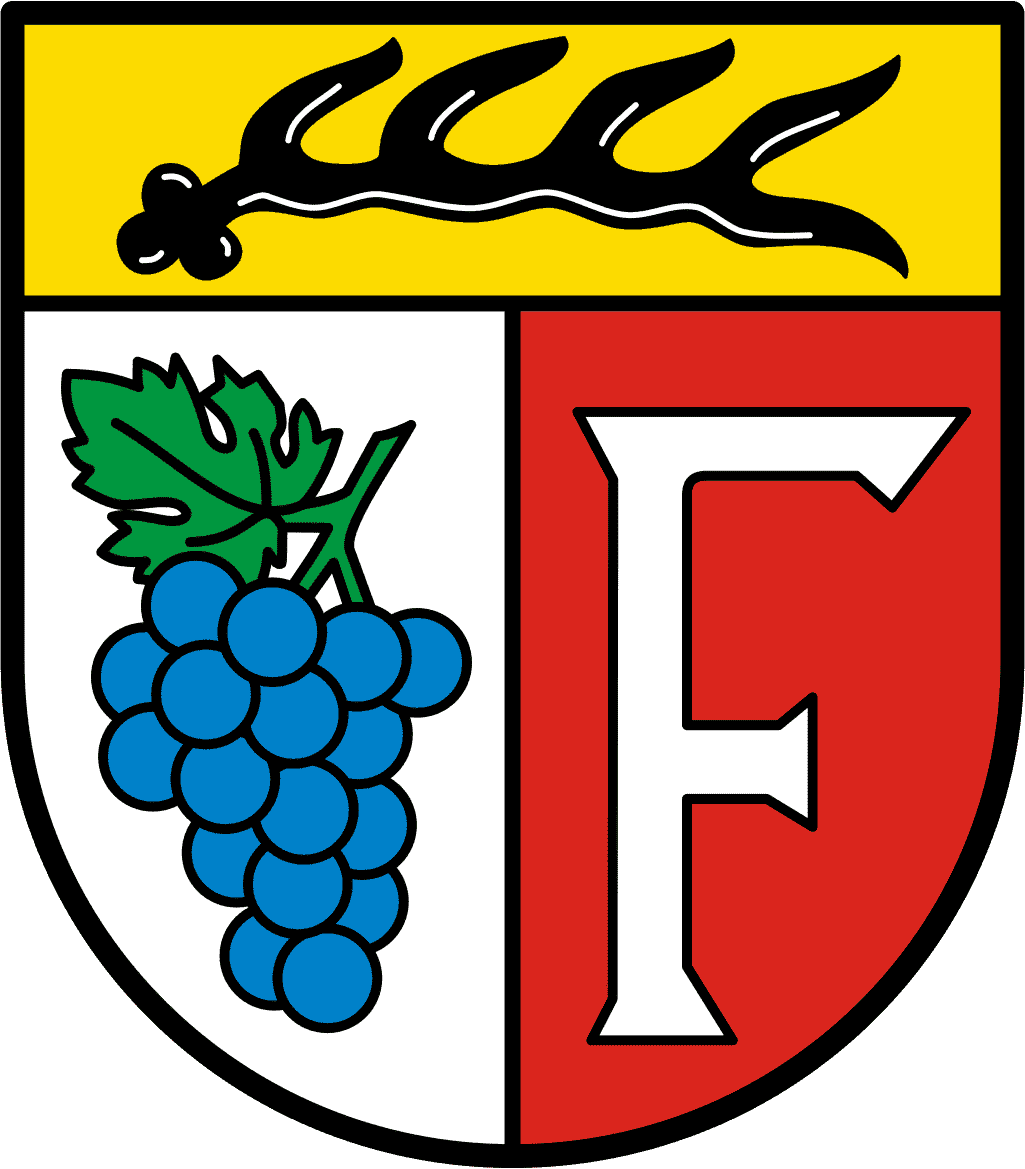
Altes Wappen

| Wappen der Stadt Fellbach | Blasonierung: „In Rot drei gestürzte silberne (weiße) Wolfsangeln übereinander.“ |
| Wappen der Stadt Fellbach | Wappenbegründung: Das von Immanuel Knayer entworfene Wappen wurde am 13. März 1956 vom Innenministerium Baden-Württemberg genehmigt. Es zeigt das Schildbild des Ortsadels in den seit 1929 belegten Fellbacher Ortsfarben. Es löste das Wappen aus dem Jahre 1934 mit folgender Blasonierung ab: „Unter einem goldenen Schildhaupt, das mit einer schwarzen württembergischen Hirschstange belegt ist, in einem von Silber (Weiß) und Rot gespaltenen Schild vorne eine blaue Traube als Symbol des Weinbaues, hinten ein silbernes (weißes) F.“ |

### Banner
|  | 00Banner: „Das Banner ist weiß-rot gespalten mit dem aufgelegten Wappen oberhalb der Mitte.“ |

### Städtepartnerschaften
Fellbach unterhält Partnerschaften mit folgenden Städten:
- Tain-l’Hermitage (Frankreich), seit 1964
- Tournon-sur-Rhône (Frankreich), seit 1973
- Erba (Italien), seit 1978
- Pécs (Ungarn), seit 1986
- Meißen (Deutschland), seit 1987

Darüber hinaus hat Fellbach seit 2000 eine Projektpartnerschaft mit Suharekë im Kosovo zum Bau und zur Begleitung einer Jugend- und Bildungseinrichtung, die inzwischen den Namen Fellbach-Haus trägt.

## Wirtschaft und Infrastruktur

### Weinbau und Landwirtschaft
Fellbach war vor der Industrialisierung vor allem eine Weinbaustadt. Der Weinbau auf dem Kappelberg wurde im Jahr 1245 erstmals urkundlich erwähnt. Heute werden 182 Hektar Rebfläche bewirtschaftet. Neben den Fellbacher Weingärtnern gibt es eine Reihe privater Weingüter, von denen die VDP-Weingüter Aldinger und Schnaitmann hervorzuheben sind. Auf den Feldern rund um Fellbach, Schmiden und Oeffingen werden vorzugsweise Getreide und Mais angebaut. Das Schmidener Feld gilt als einer der fruchtbarsten Ackerböden Deutschlands. Große Bedeutung hatten einst die Gärtnereien, für die Fellbach überregional bekannt war.

### Einzelhandel
Das Gewerbeleben war bis in die 1990er Jahre vom Einzelhandel geprägt, vor allem im Bereich Bahnhofstraße und Cannstatter Straße. Mit dem Strukturwandel trat hier eine tiefgreifende Änderung ein. Viele der alteingesessenen Einzelhandelsgeschäfte wurden, bedingt durch Konkurrenzdruck und einem veränderten Käuferverhalten, geschlossen. An ihre Stelle traten gastronomische Betriebe oder Sonnenstudios.

### Pendler
Später entwickelten sich die heutigen Stadtteile vorwiegend zu Pendlerwohngemeinden. Es gibt jedoch inzwischen auch eine große Zahl von klein- und mittelständischen Betrieben, vor allem im Metallbereich.

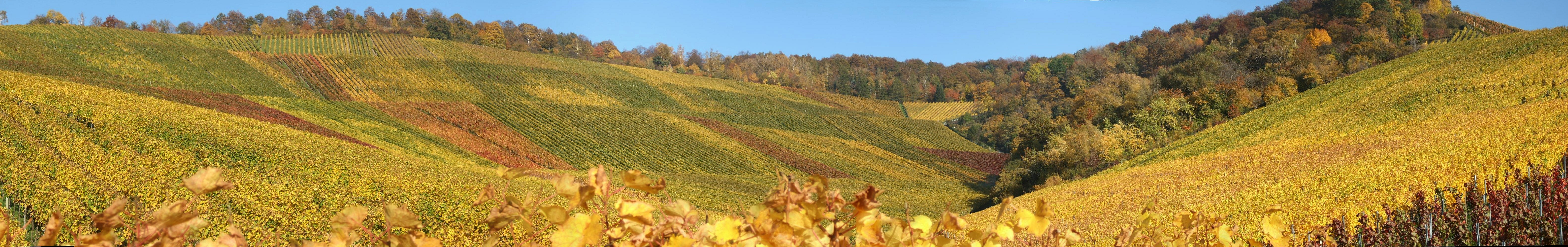
Fellbacher Weinberge im Herbst, Panorama

### Verkehr

#### Fernstraßen
Die Bundesstraße 14 (Schwäbisch Hall–Stuttgart) führte durch die Stadt, bis 1992 der 1600 Meter langen Kappelbergtunnel eröffnet wurde, der den Durchgangsverkehr um das südliche Stadtgebiet herumleitet. Da ein Nordostring Stuttgart auch aufgrund von Widerstand aus Fellbach bisher nicht gebaut wurde, beginnt die Bundesstraße 29 (Waiblingen/Fellbach–Schwäbisch Gmünd–Aalen) am östlichen Ortsrand von Fellbach am Teiler mit der B 14. Außerdem wird Fellbach von einem zweiten Tunnel untertunnelt, dem 1997 eröffneten Fellbacher Stadttunnel (siehe auch unten unter Bauwerke). Dieser Tunnel leitet den Verkehr der alten B 14, der nicht durch den Kappelbergtunnel aufgenommen wurde, unter der Stadt hindurch in Richtung Stuttgart-Bad Cannstatt/Bereich Fellbach Höhenstraße bzw. in Richtung Waiblingen/Bereich Fellbach Bühlstraße.

#### Bahn- und Busverkehr
Fellbach ist in den Verkehrs- und Tarifverbund Stuttgart eingebunden und gut an den öffentlichen Personennahverkehr (ÖPNV) angeschlossen. Die Stadt ist Haltepunkt der S-Bahn-Linien S2 (Schorndorf–Stuttgart–Flughafen–Filderstadt) und S3 (Backnang–Stuttgart–Flughafen) der S-Bahn Stuttgart. Der Bahnhof Fellbach ist ein Bahnhof der Preisklasse 3. An der Fellbacher Lutherkirche ist die Endhaltestelle der Stadtbahnlinie U1 (Fellbach Lutherkirche–Bad Cannstatt–Stuttgart Hauptbahnhof–Heslach Vogelrain) und der Stadtbahnlinie U16 (Fellbach Lutherkirche–Bad Cannstatt–Feuerbach–Giebel) der Stuttgarter Straßenbahnen AG. Ferner wird das Stadtgebiet durch die Buslinien 58 ((Sommerrain–)Obere Ziegelei–Schmiden Rathaus), 60 (Untertürkheim–Luginsland–Fellbach–Schmiden–Oeffingen), 205 (Schmiden Rathaus–Waiblingen Bf.), 207 (Fellbach Alte Kelter–Waiblingen Bf–Korber Höhe), 210 (Fellbach Bf.–Rommelshausen), 212 (Stetten–Rommelshausen–Fellbach Bf), 214 (Fellbach Bf.–Remseck), 215 (Fellbach Altenheim–Fellbach Bf) und N6 (Stuttgart Schlossplatz–Untertürkheim–Luginsland–Fellbach–Schmiden–Oeffingen–Bad Cannstatt–Stuttgart Schlossplatz) erschlossen.

#### Radverkehr
Durch Alltagsrouten aus dem Radnetz Baden-Württemberg ist Fellbach 
- mit Waiblingen und darüber hinaus über Winnenden mit Backnang,
- über Weinstadt, Remshalden und  Winterbach mit Schorndorf und
- mit Stuttgart verbunden.

Durch Fellbach führt der Remstal-Radweg, der als Landes-Radfernweg von Aalen kommend zur Mündung der Rems in den Neckar in Remseck führt und dann noch durch die Fellbacher Stadtteile und über Kernen im Remstal nach Weinstadt führt. Der Württemberger Weinradweg führt ebenfalls durch Fellbach. Er beginnt in Rottenburg am Neckar und führt nach Niederstetten und verläuft dabei in einer Schleife von Esslingen am Neckar über den Stuttgarter Stadtteil Rotenberg kommend nach Fellbach (Südrand) und über Kernen im Remstal (Stetten), Weinstadt, Korb und Waiblingen nach Fellbach (Mitte) und weiter nach Stuttgart (Sommerrain, Münster, Mühlhausen), wieder an den Neckar. 
Fellbach ist Mitglied der AGFK (Arbeitsgemeinschaft Fahrrad- und Fußverkehrsfreundlicher Kommunen) in Baden-Württemberg und hat die „Qualitätsstufe“ für eine fahrradfreundliche Kommune erreicht.

#### Parkeisenbahn
Im Ortsteil Schmiden existiert eine Parkeisenbahn, die zwischen drei Stationen verkehrt. Sie befindet sich beim Abenteuerspielplatz Lehmgrube.

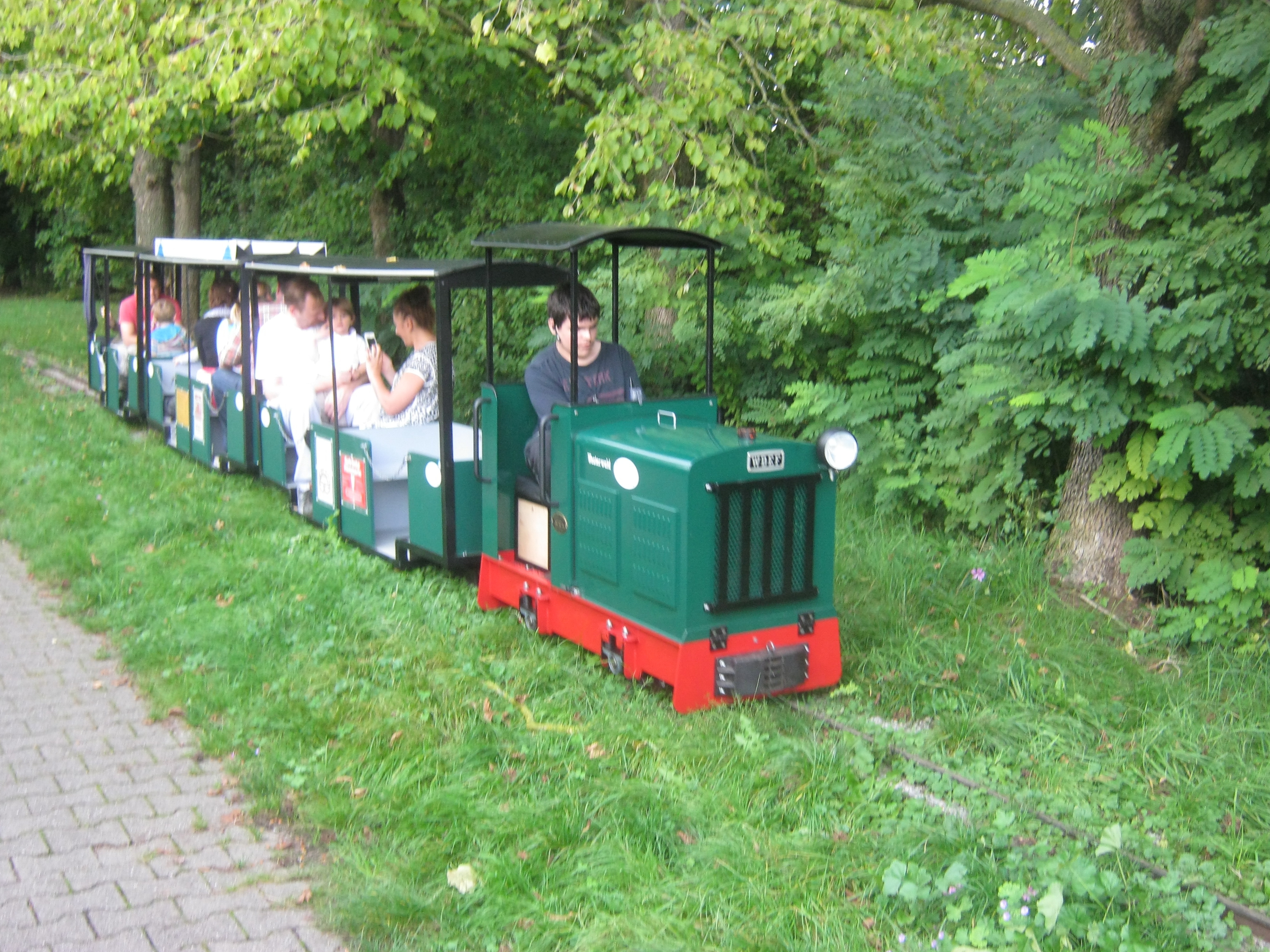
Zug der Fellbacher Parkeisenbahn

### Medien
In Fellbach (und in Kernen im Remstal) erscheint die Fellbacher Zeitung als Kopfblatt der Stuttgarter Nachrichten. Das Blatt enthält zusätzlich einen speziellen Lokalteil für Fellbach. Dieser besteht in der Regel aus sechs Seiten und enthält neben Politik und Stadtgeschehen auch einen eigenen Sportteil.
Die vom selben Verlag herausgegebene Stuttgarter Zeitung erscheint in Fellbach und Kernen im Remstal ebenfalls mit diesem eigens produzierten Lokalteil.
Die Stadt Fellbach gibt wöchentlich in Kooperation mit dem Wochenblatt den Fellbacher Stadtanzeiger heraus.

### Öffentliche Einrichtungen
In Fellbach befinden sich das Landesamt für Besoldung und Versorgung Baden-Württemberg und das Chemische und Veterinäruntersuchungsamt (CVUA) Stuttgart so wie das Statistische Landesamt Baden-Württemberg.
Im Industriegebiet nahe dem Sommerrain befindet sich ein für die Öffentlichkeit nicht zugängliches Gebäude des Landeskriminalamtes Baden-Württemberg, das sich mit extremistischen und radikalen Gruppierungen befasst.

### Bildung
Fellbach hat zwei Gymnasien (Friedrich-Schiller-Gymnasium und Gustav-Stresemann-Gymnasium), zwei Realschulen (Auberlen-Realschule und Hermann-Hesse-Realschule Schmiden), zwei Gemeinschaftsschulen (Zeppelinschule und Albert-Schweitzer-Schule Schmiden), vier Grundschulen (Maicklerschule, Silcherschule, Anne-Frank-Schule Schmiden, Schillerschule Oeffingen) und eine Förderschule (Wichernschule). Ferner befindet sich in Fellbach eine von drei Schulen für geistig und körperlich Behinderte des Rems-Murr-Kreises, die Fröbelschule mit Schulkindergarten. Außerdem gibt es eine städtische Musikschule, eine Kunstschule und eine Jugendtechnikschule.
In privater Trägerschaft sind die Helmut-von-Kügelgen-Schule (Waldorfpädagogik), eine Einrichtung von Kolping-Bildungswerk und die SIS Swiss International School Deutschland.
Die Volkshochschule Unteres Remstal ist eine gemeinschaftliche Volkshochschule der Städte und Gemeinden Waiblingen, Fellbach, Weinstadt, Kernen und Korb.

## Kultur und Sehenswürdigkeiten

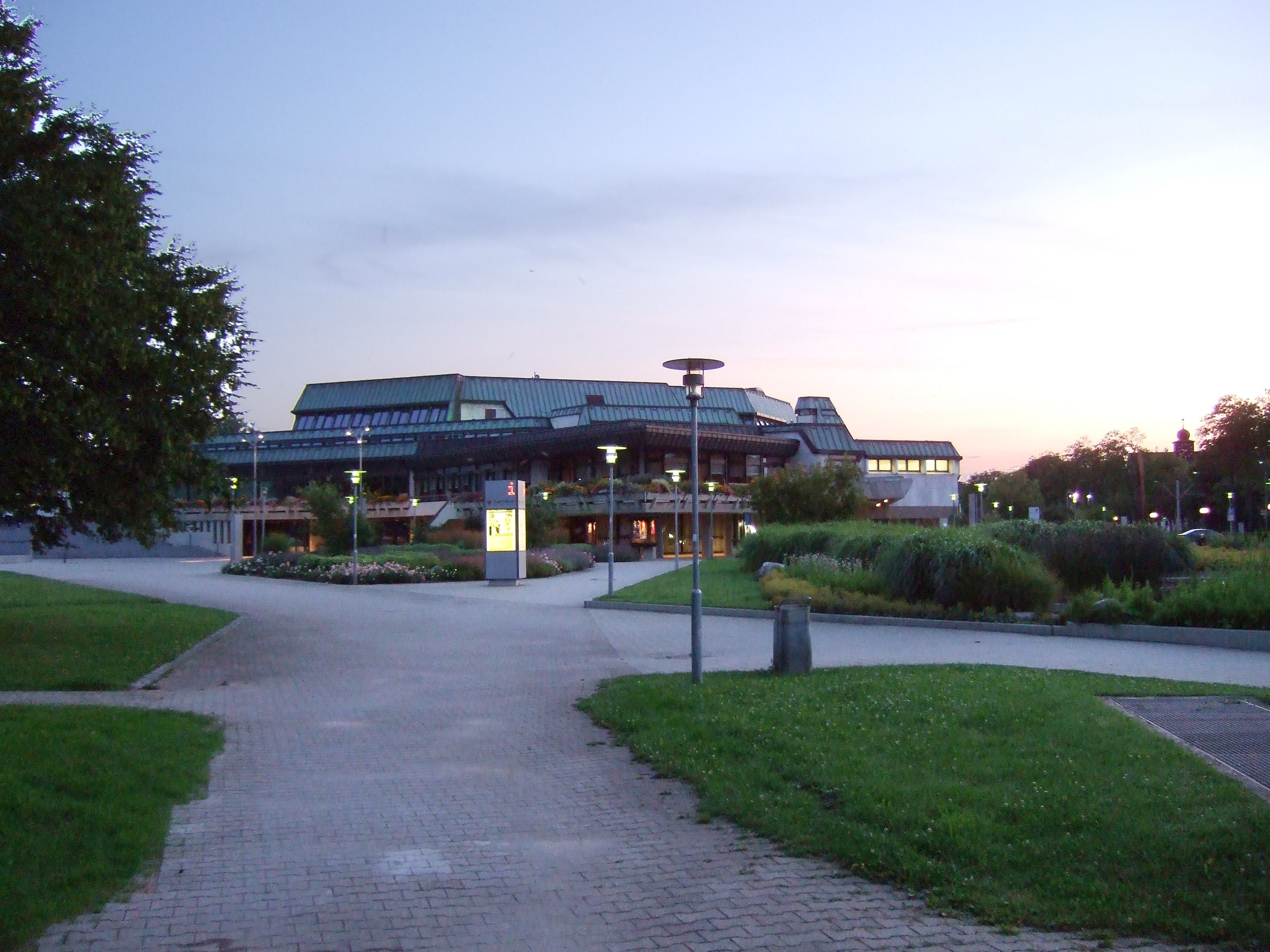
Schwabenlandhalle

### Theater
Die Schwabenlandhalle ist seit 1976 das Kultur- und Kongresszentrum der Stadt Fellbach, die sich selbst Stadt der Weine und Kongresse nennt. Im Jahr 2003 lag das Besucheraufkommen bei 125.951 Menschen im Rahmen von insgesamt 372 Veranstaltungen. Hier finden auch regelmäßig Theaterveranstaltungen von Tourneebühnen statt.
Ebenso ist in Fellbach das „Theater im Polygon“ heimisch, das seinen Sitz im Jugendhaus Fellbach hat, und dort Stücke zur Aufführung bringt. Einmal jährlich im November findet die sogenannte „Bunte Bühne“ statt, ein internationales Jugendtheaterfestival, an dem Gruppen aus der ganzen Welt zusammenkommen.
Weiterhin befindet sich im Stadtteil Schmiden das Programmkino „Orfeo“ im Gewölbekeller des historischen „Großen Hauses“. Neben Filmaufführungen finden dort auch Kleinkunst- und Kabarettabende, das Fellbacher Jazz-Weekend und Theaterveranstaltungen für Kinder und Jugendliche statt. Es wird von dem gemeinnützigen Verein KinoKult e. V. Programmkinos betrieben.

### Museen

#### Stadtmuseum
Im Fellbacher Stadtmuseum, das 1977 eröffnet wurde, wird die Stadtgeschichte anschaulich gezeigt. Das Museum befindet sich in einem Fachwerkbau aus dem Jahr 1680. Hier ist auch das Archiv Fellbach untergebracht. 2014 wurde das Museum als einziges Stadtmuseum für den EMYA, den European Museum of the Year Award, nominiert (insgesamt 36 Nominierungen). Damit darf es bereits das Gütesiegel European Museum of the Year Nominee 2014 tragen.

#### Rotkreuz Funk- und Fernmeldemuseum
Das Museum mit einer Ausstellungsfläche von etwa 100 m² zeigt Geräte und Schriften der Fernmeldegeschichte des DRK. Zur Sammlung gehört die fast vollständige Gerätereihe aller Funkanlagen, die nach dem Zweiten Weltkrieg bis heute beim Roten Kreuz und bei Polizei, Feuerwehr, Rettungsdienst und Technischem Hilfswerk im Einsatz waren.

#### Galerie
Im Rathauskomplex wurde 1997 die Galerie der Stadt Fellbach eröffnet.

#### Renault Museum Fritz Schweier
Fritz Schweier, Betreiber eines Autohauses für Renault, begann spätestens 1991 mit dem Sammeln alter Autos. 1999 gründete er das Renault Museum Fritz Schweier. Gezeigt werden etwa 30 Autos der Marke Renault und einige Mopeds.

### Bauwerke

#### Stadtbild
Fellbachs bauliches Erscheinungsbild wird einerseits durch seine Vergangenheit als Weingärtnerdorf, andererseits durch die stürmische industrielle Entwicklung seit Anfang des 20. Jahrhunderts geprägt, mit der sich der Ort entlang der früheren Landstraße zwischen Fellbach und Schmiden, der heutigen Bahnhofstraße, ausbreitete. In Alt-Fellbach, dem früheren Weingärtnerdorf am Fuße des Kappelbergs, dominieren noch bäuerliche Fachwerkhäuser des 16. bis 18. Jahrhunderts das Gesamtbild. In der Unterstadt, vor allem im Bereich Bahnhof- und Cannstatter Straße, herrschen bürgerliche Stadthäuser des frühen 20. Jahrhunderts im Historismus und Jugendstil vor. Beispiele hierfür sind das Evangelische Vereinshaus, das frühere Gasthaus „Wolfsangel“ (jetzt ein italienisches Restaurant) sowie verschiedene Wohn- und Geschäftshäuser. Beachtenswert ist auch die Fellbacher Industriearchitektur, wie die ehemalige Metallfabrik Wüst mit ihrem in Backstein ausgeführten Fabrikgebäude und der benachbarten Unternehmervilla.
Durch unüberlegte Modernisierungen der letzten Jahrzehnte wurden die historisch gewachsenen Baustrukturen immer weiter durchbrochen, sodass Fellbach heute kein einheitliches Stadtbild mehr aufweist. Zwischen die historischen Gebäude schieben sich immer mehr moderne funktionale Neubauten, die das Gesamtbild beeinträchtigen, wie zum Beispiel die sogenannte „City“, ein überdimensionierter Gebäudekomplex in Sichtbeton, der zwischen Bahnhofstraße und Cannstatter Straße gezwängt wurde. Andere Bauprojekte, wie das Kongresszentrum Schwabenlandhalle und das benachbarte Congresshotel, die außerhalb der historischen Bauflächen entstanden, stehen in keiner architektonischen Beziehung zur Kernstadt. Auch der jüngsten Stadtsanierungsmaßnahme sind wieder mehrere Fachwerkhäuser durch Abriss zum Opfer gefallen, unter anderem im Bereich der neugebauten Fellbacher Markthalle und gegenwärtig in der Hinteren Straße. In den 1950er Jahren entstanden an den Stadträndern mehrere Hochhäuser sowie zahlreiche mit Grünflächen durchsetzte Wohnquartiere in der Unterstadt.
Mit der 1989 erbauten östlichen Umgehungsstraße wurde die Besiedlungsgrenze weiter ins Schmidener Feld hinausgeschoben. In großem Umfang wurden hier bisherige Ackerbauflächen versiegelt. Der westliche, gegen Stuttgart ausgerichtete Stadtrand blieb dagegen lange Zeit unangetastet, auch um einer möglichen Eingemeindung durch die Landeshauptstadt entgegenzuwirken. Erst in jüngster Zeit wurde dieser Grundsatz Fellbacher Stadtplanung aufgegeben, indem hier ein kombiniertes Hallen- und Freibad errichtet wurde. Die bisherigen Bäder wurden nach Fertigstellung aufgegeben. Durch Ansiedlung von Supermärkten und Baumärkten an der Stuttgarter Straße hat sich das frühere Geschäftszentrum nach Westen verlagert, wodurch die Bahnhofstraße ihren bisherigen Charakter als Haupteinkaufsstraße weitgehend eingebüßt hat. An die Stelle des alteingesessenen Einzelhandels sind zum großen Teil gastronomische Betriebe getreten.

#### Lutherkirche

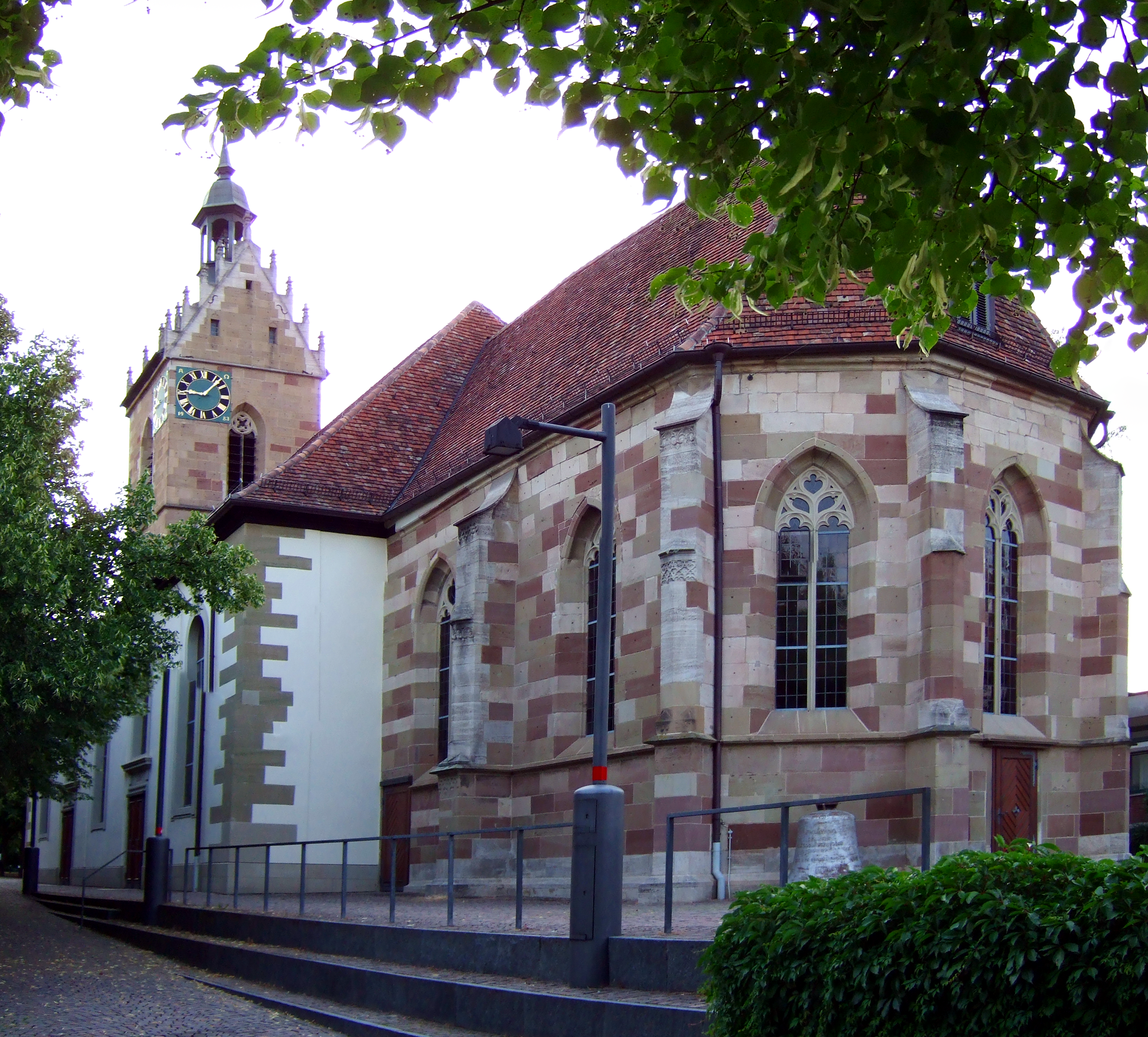
Lutherkirche

Die bedeutendste Sehenswürdigkeit und ein Wahrzeichen der Stadt ist die evangelische Lutherkirche (ursprünglich St.-Gallus-Kirche), die als Teil einer Kirchenburg entstanden war und innerhalb einer von einem Wassergraben umgebenen Wehrmauer lag. Anfang des 19. Jahrhunderts wurden die Wehrmauern abgetragen. Nur das ehemalige Torhaus blieb erhalten und wurde als Schulhaus und Lehrerwohnung genutzt. Ein Modell im Fellbacher Stadtmuseum zeigt den früheren Bauzustand als Kirchenburg. Turm und Chor der Kirche gehen auf den Neubau von 1519/24 zurück. Das Schiff stammt von 1779. Der Turm ist bekrönt durch ein Satteldach mit Staffelgiebeln und Turmreiter. Bei Erbauung des benachbarten Neuen Rathauses 1986 wurden im Boden Reste der mittelalterlichen Wehrmauer aufgefunden. Der Grundriss des südöstlichen Wehrturmes wurde anschließend im Pflaster farbig markiert. Eine Türöffnung auf halber Höhe des Kirchturms stellte früher eine Verbindung zum Wehrgang her und zeigt noch die Höhe der einstigen Wehrmauer. Mit dem Abriss des Alten Schulhauses fiel auch der letzte verbliebene Rest der ehemaligen Kirchenburg.

#### Weitere Kirchen
Die katholische Stadtkirche St. Johannes wurde 1923 erbaut. Die evangelische Pauluskirche entstand 1927. Ihr mächtiger Turm mit dem geschwungenen, von einem Hahn gekrönten Kupferdach ist stadtbildprägend. 1967 entstand die Kirche Maria Regina, die bei ihrer Einweihung als „modernster Kirchenbau Europas“ bezeichnet wurde. Bei der Renovierung der Dreifaltigkeitskirche in Schmiden 1994 wurde der Innenraum von Gerlinde Beck künstlerisch neu gestaltet.

#### Alter Pfarrhof
Das 1509 errichtete Pfarrhaus (1680/81 erneuert) war der Wohnsitz der Fellbacher Pfarrer. Eine Gedenktafel am Eingang erinnert an die vormaligen Bewohner, unter anderem an den Pfarrer und Dichter Georg Conrad Maickler, den Industrie-Pfarrer Friedrich Wilhelm Kohler und den Pfarrer und Schriftsteller Karl Friedrich Werner. Zuletzt wurde das Haus als Konditorei und Café genutzt. Zurzeit wird es umgebaut und soll in Wohnraum umgewandelt werden. Bei den Baumaßnahmen wurde das historische Ensemble nachhaltig beschädigt, unter anderem durch den Teilabriss der alten Pfarrscheune.

#### Altes Rathaus
Das Rathaus aus dem 16. Jahrhundert war jahrhundertelang Sitz der Fellbacher Schultheißen. Das Gebäude wurde mit der Entwicklung der Stadt und dem Anwachsen der administrativen Aufgaben immer wieder erweitert, zuletzt 1912 mit einem Seitenflügel im Jugendstil. Heute beherbergt das Gebäude die örtliche Polizeiwache.

#### Alte Kelter

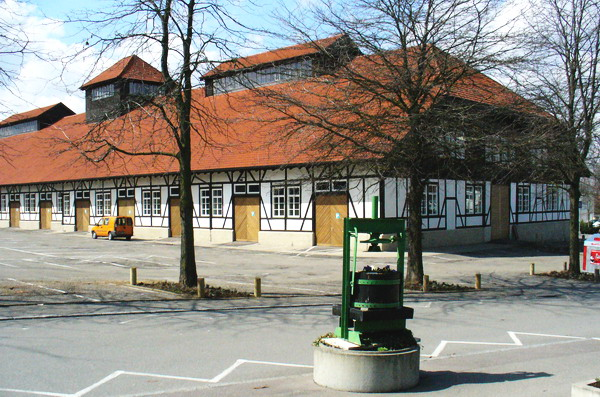
Fachwerkbau Alte Kelter

Die 1906 errichtete Kelter (heute als Ausstellungs- und Veranstaltungssaal genutzt) ist in ihrer Dimension und Gestalt ein einzigartiges, imposantes Bauwerk. Als größter kommunaler Kelterbau Baden-Württembergs verbindet sich hier traditionelle Fachwerkbauweise mit den Größenvorstellungen industrieller Zweckbauten. Sehenswert ist die filigrane Dachkonstruktion aus Holz, die sich über 3000 Quadratmeter Grundfläche wölbt.

#### Weitere Bauwerke
Das sogenannte „Waldschlössle“ auf dem Kappelberg, der Kernenturm auf dem Gipfel des Kernen sowie das Neue Schulhaus im Jugendstil. Unter den Fachwerkbauten stechen hervor: das Sayler-Haus (Buchhandlung Lack), das Gasthaus „Zum Hirschen“, der ehemalige Konstanzer Pfleghof hinter dem Alten Rathaus und das Irion-Haus (heute Sitz des Fellbacher Stadtmuseums). Unter der jüngeren Architektur ist das Neue Rathaus von 1986 hervorzuheben.

#### Alter Friedhof
Auf dem Alten Friedhof beim Neuen Rathaus befinden sich historische Gräber Fellbacher Persönlichkeiten. Mit der Einrichtung des neuen Kleinfeldfriedhofs wurde der Alte Friedhof zu einer Grünanlage umgewandelt. Die gemauerte Einfriedung ist der letzte Rest der alten Dorfmauer, mit der unerwünschte Eindringlinge (Bettler und Hausierer) aus dem Ort herausgehalten werden sollten. Beachtenswert ist ein Loch, durch das die Post durchgereicht wurde. Ferner hat sich der frühere Glockenturm an der südwestlichen Ecke des Friedhofs erhalten.

#### Entlüftungstürme
Durch den Bau des Straßentunnels der alten Bundesstraße 14 durch das Stadtzentrum im Jahr 1997 wurden zwei Entlüftungstürme zu einem umstrittenen Bauwerk von Fellbach. Diese Doppeltürme überragen die meisten anderen Gebäude der Stadt und sind von weitem nachts durch ihre grüne Beleuchtung zu erkennen. Nach dem früheren Fellbacher Oberbürgermeister Friedrich-Wilhelm Kiel heißen die Türme im Volksmund „Friedrich“ und „Wilhelm“.

#### Bauwerke in Schmiden
Im Stadtteil Schmiden wurde die dortige evangelische Kirche zu den Heiligen Dionysius und Barbara ursprünglich als Chorturmkirche erbaut. Erhalten ist der veränderte Chorturm des 12. Jahrhunderts. Chor und Schiff stammen aus dem 15. Jahrhundert. Im Chor gibt es Wandmalereien von 1470/80. Im benachbarten Pfarrhaus wurde der Kirchenhistoriker Ferdinand Christian Baur geboren (Gedenktafel).

#### Bauwerke in Oeffingen
Das Schlössle Oeffingen wurde von der Denkmalstiftung Baden-Württemberg zum „Denkmal des Monats Juli 2007“ ernannt.

#### Landungsbrücke Fellbach

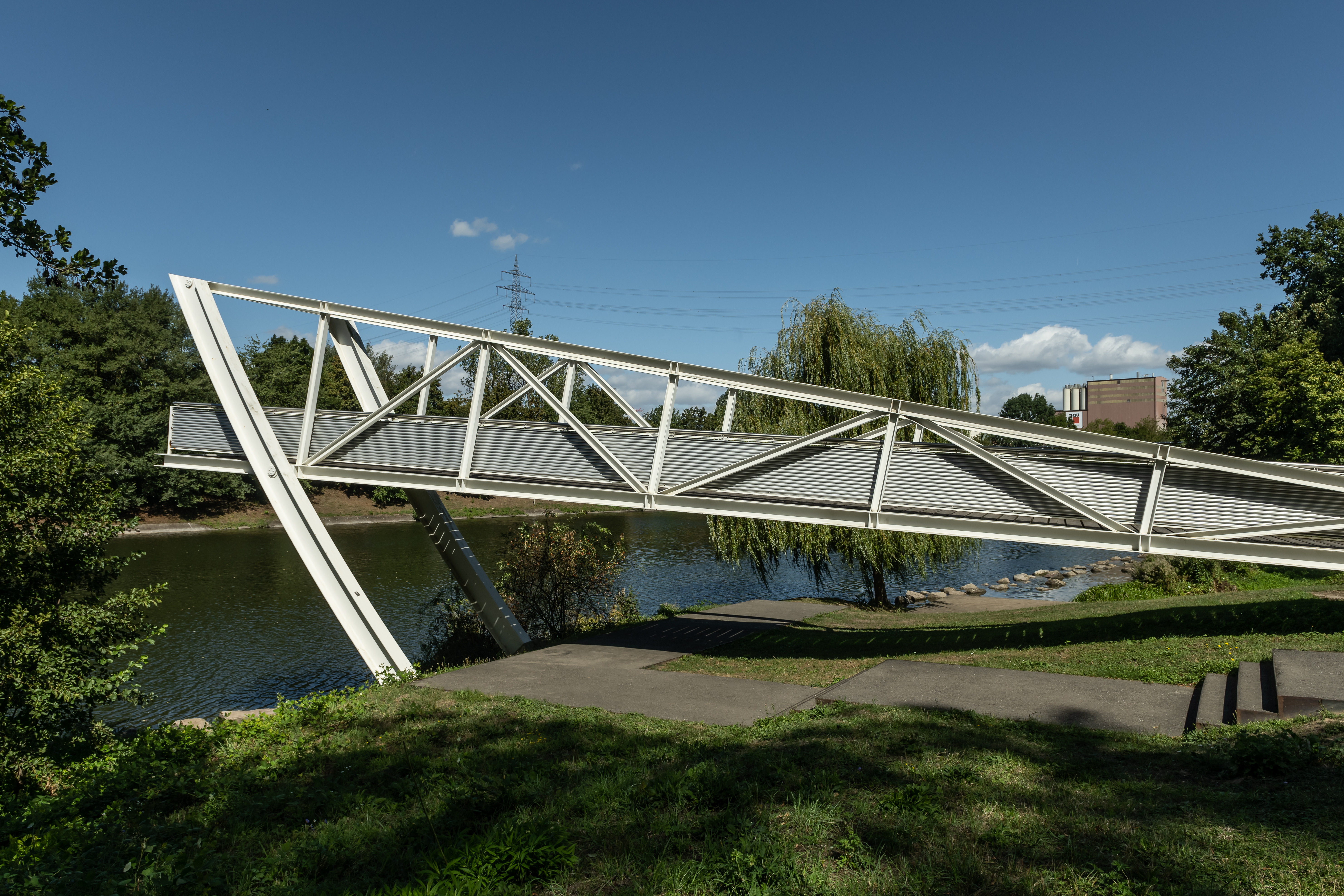
Landungsbrücke Fellbach (2009)

Zur Gemarkung Fellbach gehören am Ende des Weidachtals einige hundert Meter Neckarufer. Im Rahmen des Projektes Landschaftspark Neckar wurde in den Jahren 2008 und 2009 die Renaturierung des Abschnittes und die Installation des begehbaren Kunstwerks „Landungsbrücke Fellbach“ gefördert. Die von Claus Bury entworfene 24 Meter lange Stahlskulptur endet sechs Meter über der Wasseroberfläche.

#### Besinnungsweg Fellbach
Auf dem Besinnungsweg Fellbach werden Natur, Kunst, Religion und Philosophie zusammengeführt. Von den vorgesehenen 12 Besinnungsorten sind 9 bereits gestaltet.

#### F.3 Familien- und Freizeitbad Fellbach
An der Esslinger Straße neben dem Max-Graser-Stadion befindet sich das F.3 Familien- und Freizeitbad Fellbach (Freibad mit Sportbad, Erlebnisbad, Saunabad). Der feierliche erste Spatenstich erfolgte am 3. Mai 2011. Das Bad wurde am 15. September 2013 eröffnet.

#### SLT 107 Schwabenlandtower
Unter dem Namen Fellbach Tower (auch 5to1-Tower bzw. Gewa-Tower) ist am östlichen Stadtrand von Fellbach ein 107 Meter hohes, 34-stöckiges Hochhaus mit Wohnungen, Geschäften und einem Hotel geplant. Der Gemeinderat gab dafür am 27. November 2007 die Einwilligung. Im Juli 2008 begannen die Arbeiten mit dem Abbruch mehrerer Bauruinen auf dem künftigen Baugelände. Das Hochhaus soll das höchste Gebäude in Baden-Württemberg werden und das dritthöchste Wohngebäude in Deutschland.
Selbst vier Jahre später, Anfang 2012, war der Neubau noch nicht begonnen worden. Als Grund wurden Finanzierungsprobleme angegeben. Am 10. Juli 2012 gab der Gemeinderat grünes Licht, am selben Tag wurde vom Bauträger die Realisierung des Projekts angekündigt. Nach mehrmaliger Verzögerung begann der Bau des Hochhauses im Mai 2014, jedoch wurde kurz nach dem Richtfest am 9. September 2016 aufgrund der Insolvenz des Bauherren, der GEWA 5 to 1 GmbH & Co. KG, ein Baustopp verhängt. Seit 28. September 2018 wurde der Tower unter dem neuen Namen SLT 107 Schwabenlandtower durch den neuen Eigentümer, der CG Gruppe wieder weitergebaut und sollte ursprünglich 2020 fertiggestellt werden.
Im Laufe des Jahres 2020 übernahm Adler Real Estate einen Anteil von 94 % an Consus Real Estate, dem Haupteigentümer der CG-Gruppe, was neben der Corona-Wirtschaftskrise zu weiteren Verzögerungen führte. Die neue Konzernmutter plante Mitte 2021 die Fertigstellung des Gebäudes für das 2. Quartal 2023.
Im Februar 2023 wurde bekannt, dass der in finanzielle Turbulenzen geratene Investor Adler Group einen Verkauf in Erwägung zieht. Mitte April bestätigte die Adler Group dem SWR die Absicht zum Verkauf. Im Juli 2023 wurde der Baukran demontiert.
Gegner des Projekts bildeten eine Bürgerinitiative.

### Remstal-Gartenschau 2019

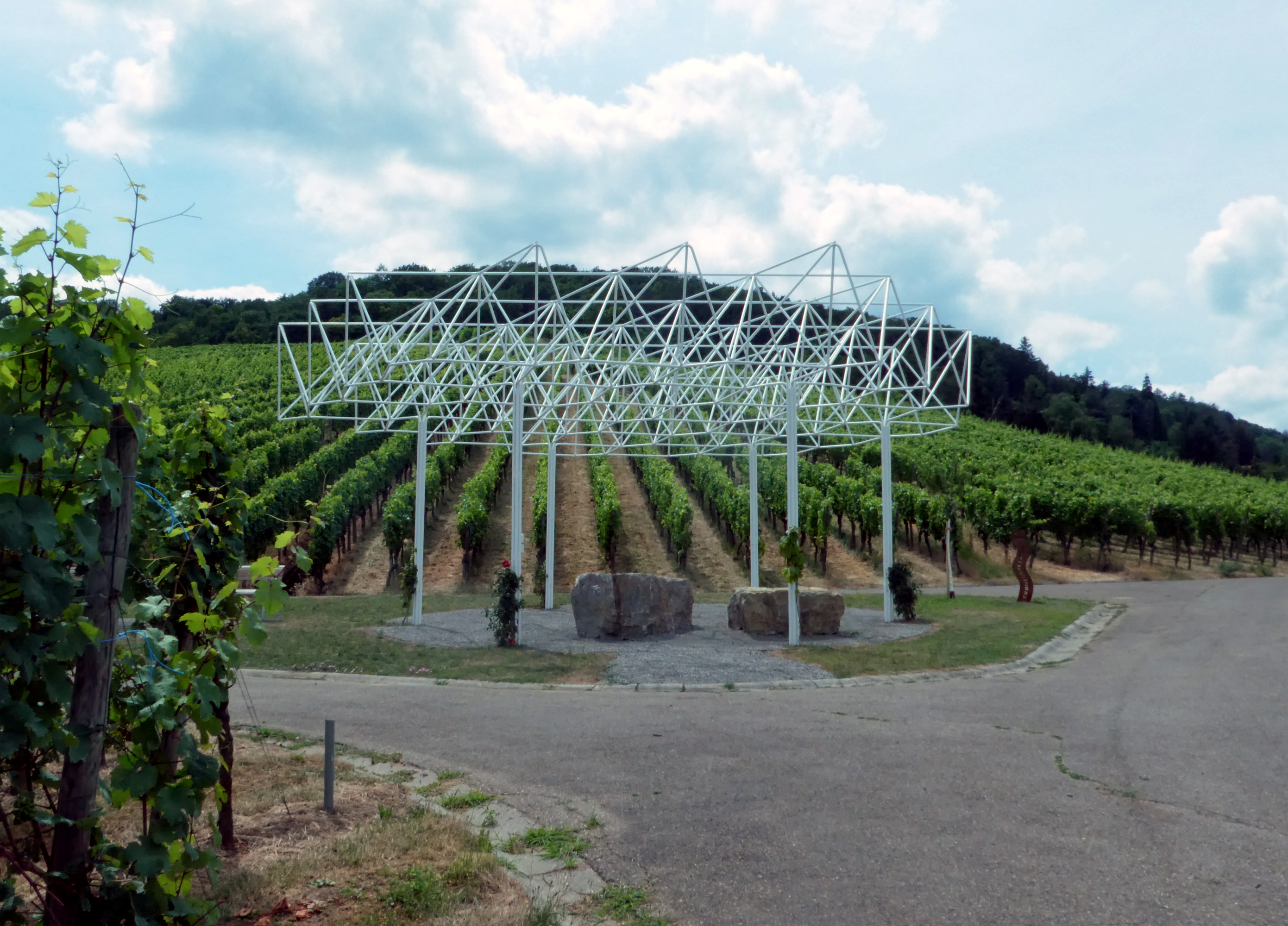
Belvedere

Vom 10. Mai bis 20. Oktober 2019 fand im Remstal ein Grünprojekt des Landes Baden-Württemberg statt, an dem sich auch Fellbach beteiligt. Diese Remstal Gartenschau 2019 gehört zu den „kleinen“ Gartenschauen, die sich jährlich mit den Landesgartenschauen abwechseln.
In diesem Zusammenhang wurde der Park an der Schwabenlandhalle neu gestaltet. An den „16 Stationen“, dem Architekturprojekt der Gartenschau, beteiligte sich Fellbach mit einem  „Belvedere“, einer Pergola auf einem Weinberg im Osten der Stadt, die von Weinreben überwachsen werden soll.

### Regelmäßige Veranstaltungen
- Alle drei Jahre im März finden aus Anlass der Verleihung des Mörike-Preises Literaturtage statt, die sich mit dem Namenspatron des Preises und den jeweiligen Trägern befassen.
- Seit 2003 findet jährlich der Politische Aschermittwoch der CDU Baden-Württemberg in der Alten Kelter statt.
- Seit 1998 verleiht die Weinstädter Reportageagentur Zeitenspiegel jedes Frühjahr im Fellbacher Rathaus den Hansel-Mieth-Preis für engagierte Reportagen. Der Preis erinnert an die in Fellbach aufgewachsene Fotografin Hansel Mieth.
- Um den 1. Mai findet die alljährliche Pfadfinder-Lager-Hocketse (Pfalaho) statt.
- Am 30. April findet der Fellbacher Hopf statt, an dem sich viele Kneipen und Gaststätten beteiligen. Traditionell brät der Fellbacher Oberbürgermeister dann morgens um 5 Uhr an der Neuen Kelter Spiegeleier und Rühreier für die letzten Partygäste.
- Am ersten Wochenende im Mai wird das Maikäferfest gefeiert.
- Alle drei Jahre im Sommer findet die Triennale Kleinplastik in der Alten Kelter statt. 1980 gegründet, ist sie eines der wichtigsten internationalen Foren in Deutschland für die zeitgenössische Skulptur im kleinen Format.

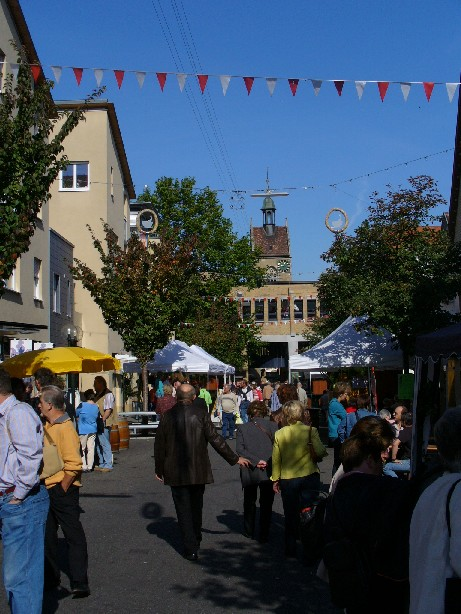
Fellbacher Herbst (2005)

- Ebenfalls in dreijährlichem Rhythmus findet seit 2001 der „Europäische Kultursommer“ statt. Anhand ausgewählter künstlerischer Beiträge wird die Kultur je eines west- und eines osteuropäischen Gastlandes vorgestellt (zuletzt 2017 Italien – Griechenland).[49]

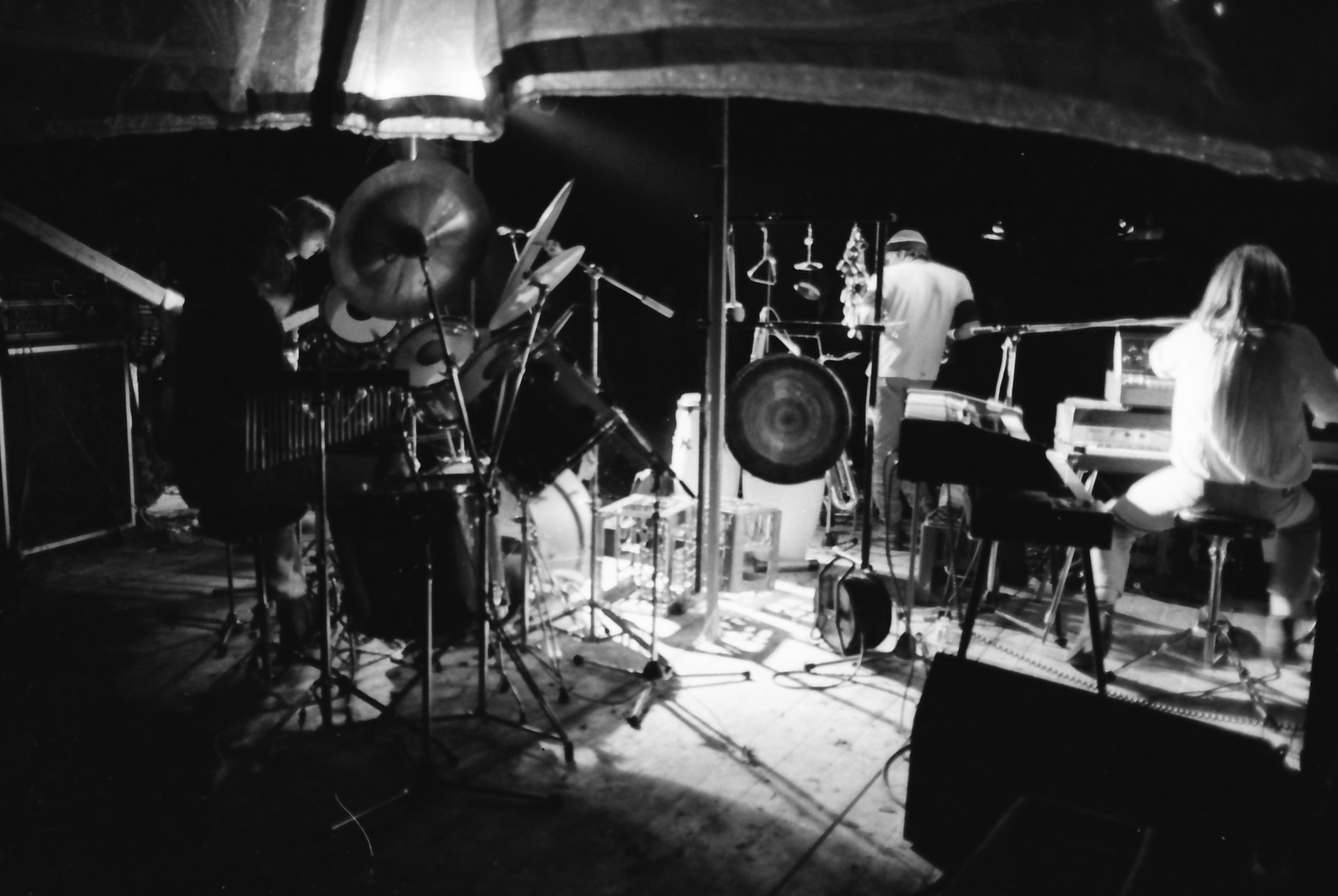
Auftritt der Fellbacher Rockjazz-Formation DEFROSTER am 26. Juni 1981 auf dem Rebstockfestival, Waldbühne auf dem Kappelberg.

- Im Juli findet traditionell das Fellbacher Open Air Kino im Rathausinnenhof statt.
- Am Wochenende um den ersten Sonntag im September richtet der Musikverein Lyra die Schmidener Kirbe mit Vergnügungspark und Kirbe-Krämermarkt aus.
- Seit 1976 findet das Rebstock Festival,[50] ein vom Jugendhaus Fellbach ehrenamtlich organisiertes Freiluftmusikfestival, statt. Seinen Namen bekam das Festival, da es in den ersten Jahren seines Bestehens auf dem Kappelberg stattfand, der bekannt für seine Weinberge und Rebstöcke ist und auf dem Newcomer und noch unbekannte Bands aus Fellbach und Umgebung ihre ersten Live-Auftritte hatten. In späteren Jahren wurde es im zweijährlichen Rhythmus am ersten Wochenende nach den Schulsommerferien im Langen Tal in Fellbach-Oeffingen durchgeführt. Wegen der COVID-19-Pandemie wurde das Festival 2020 und 2021 abgesagt.
- Immer am zweiten Wochenende im Oktober findet das Heimat- und Weinfest Fellbacher Herbst statt.

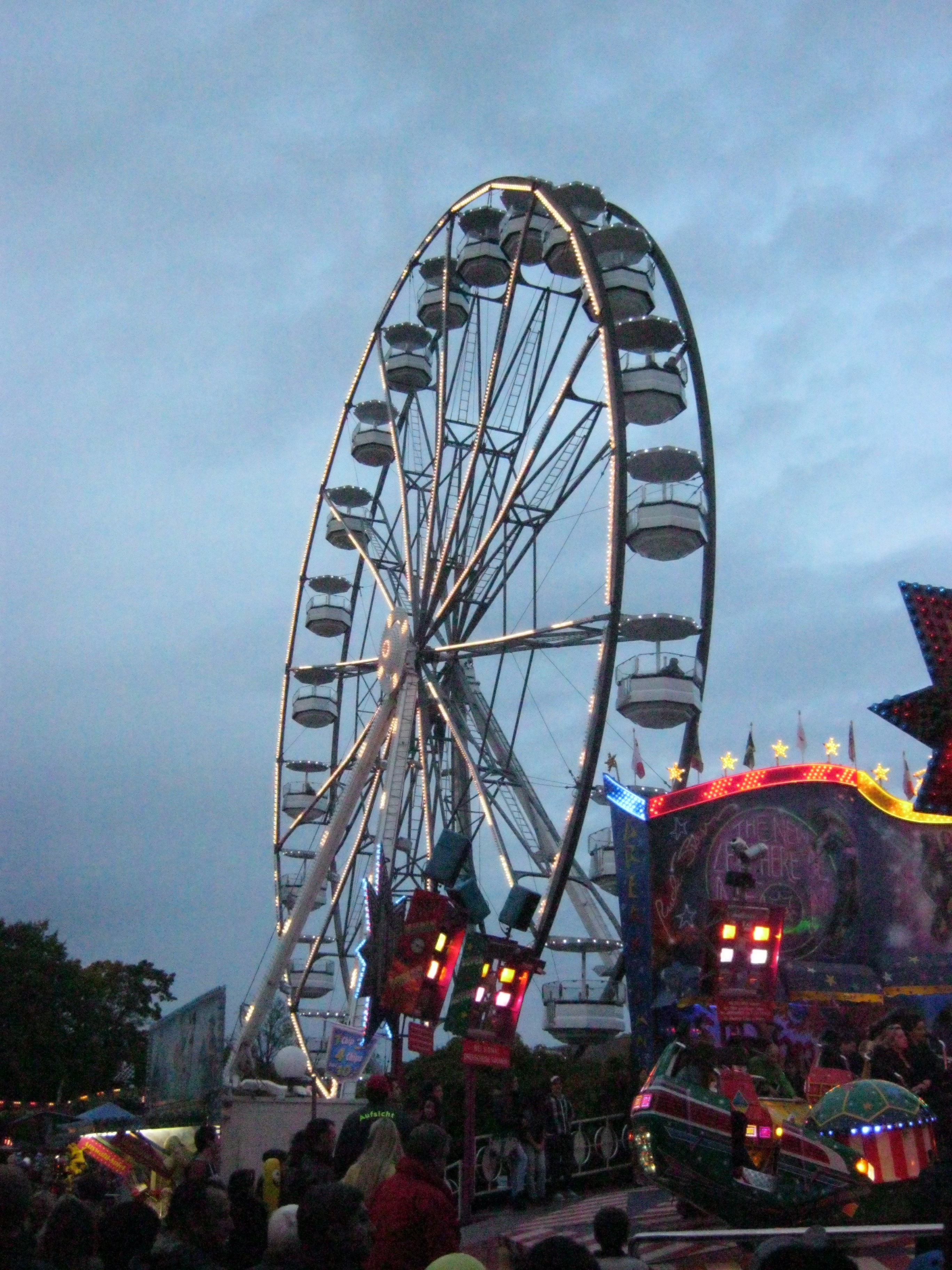
Fellbacher Herbst (2012)

- Im Advent öffnet ein Weihnachtsmarkt rund um das Fellbacher Rathaus und der Lutherkirche.

## Tourismus
- Fellbach liegt im Weinanbaugebiet Württemberg und direkt an der Württemberger Weinstraße.
- Beliebtes Ausflugsziel ist der Kappelberg sowie der Kernenturm auf dem Berg Kernen.
- Im Stadtteil Schmiden befindet sich das Freizeitgelände Lehmgrube mit Spielplätzen für verschiedene Altersgruppen, Parkeisenbahn, Trimm-Dich-Pfad, Liegewiesen, Skateboardschanzen, Modellautobahn, Grillplätzen und See.

## Vereine
In Fellbach gibt es 29 verschiedene Sportvereine (Stand 2003), wobei der TSV Schmiden der Mitgliederstärkste ist, dichtgefolgt vom SV Fellbach.
Weiterhin gibt es unter anderem sieben Musikvereine, fünf Gesangsvereine, neun karitative Vereine und vier karnevalistische Brauchtumsvereine.

## Persönlichkeiten

### Ehrenbürger
Die Stadt Fellbach hat folgenden Personen das Ehrenbürgerrecht verliehen:
- 1928: August Brändle, Schultheiß
- 1966: Max Graser, Oberbürgermeister
- 1991: Guntram Palm, Oberbürgermeister
- 2000: Friedrich-Wilhelm Kiel, Oberbürgermeister

Die ehemalige Gemeinde Schmiden hat folgenden Personen das Ehrenbürgerrecht verliehen:
- 1958: Theodor Bürkle, Landwirt, Gemeinderat
- 1962: Gotthilf Bayh, Bürgermeister und MdL

### Söhne und Töchter der Stadt
- Reinhard Gaißer (um 1474–nach 1533), auch „Gaißlin“ genannt, Theologe an der Universität Tübingen, der um 1513 auf den Dekansposten an der Grüninger Bartholomäuskirche wechselte und hier im Zuge des Armen Konrads zum Widerstand gegen frühkapitalistische Missstände unter Herzog Ulrich aufrief.
- Samuel Gottlob Auberlen (1758–1829), Musiker und Liedkomponist.
- Johannes Schnaitmann (1767–1847), Pietist, Oberhaupt der seinerzeit größten Pietistengemeinde Deutschlands.
- Jakob Gauermann (1773–1843), geboren in Oeffingen, Maler, Zeichner und Kupferstecher
- Ferdinand Christian Baur (1792–1860), geboren in Schmiden, Theologe und Kirchenhistoriker, Begründer der sogenannten Tübinger Schule
- Karl Ludwig Baur (1794–1838), geboren in Schmiden, württembergischer Oberamtmann
- Wilhelm Amandus Auberlen (1798–1874), Lehrer, Musiker und Komponist, machte sich um den Gesangsunterricht an den württembergischen Volksschulen verdient.
- Karl August Auberlen (1824–1864), Theologe, Professor in Basel, erster Sohn von Wilhelm Amandus Auberlen
- Otto Hagel (1909–1973), deutschstämmiger amerikanischer Fotograf und Filmemacher
- Oskar Kapp (1912–1943), Fußballspieler
- Albert Pfander (1912–1988), Weingärtner und Rebschutzwart
- Paul Bischoff (1935–2019), Komponist, Liedermacher und Chorleiter
- Rolf Kurz (1935–2018), Unternehmer, Honorarkonsul der Republik Ungarn und baden-württembergischer Landtagsabgeordneter (CDU)
- Albert Gollhofer (* 1954), Sportwissenschaftler und Hochschullehrer
- Matthias Klink (* 1969), Konzert-, Opern- und Operettensänger
- Michael Oettinger (* 1979), Koch, ausgezeichnet mit Michelin-Stern
- Sven Heinle (* 1992), Europameister im Judo
- Kevin Sessa (* 2000), deutsch-argentinischer Fußballspieler (geboren und aufgewachsen in Fellbach)

### Persönlichkeiten, die in Fellbach gewirkt haben
- Georg Conrad Maickler (1574–1647), Pfarrer und Dichter, versah in der Zeit des Dreißigjährigen Krieges den Pfarrdienst in Fellbach. Die Fellbacher Maicklerschule und eine Straße sind nach ihm benannt.
- Georg Daniel Auberlen (1728–1784), Musiker und Komponist, Gründer der Fellbacher Musikschule
- Friedrich Wilhelm Kohler (1754–1811), Pfarrer in Fellbach, führte in Württemberg die Industrieschulen ein, in denen Kinder und Jugendliche handwerkliche Fähigkeiten lernten.
- Nikolaus Ferdinand Auberlen (1755–1828), Musiker und Komponist, Lehrer Friedrich Silchers
- Friedrich Silcher (1789–1860), Komponist, lebte von 1803 bis 1806 in Fellbach.
- Rosine Weimer (1791–1853), gründete 1841 mit der Fellbacher Kleinkinderschule den ersten Dorfkindergarten Württembergs. Ihr Grab befindet sich auf dem Alten Friedhof neben der Lutherkirche. Nach ihr ist eine Straße in Fellbach benannt.
- Friedrich Glück (1793–1840), Pfarrer und Komponist, war als Vikar in Fellbach, bekannt durch die Vertonung von Joseph von Eichendorffs Gedicht In einem kühlen Grunde, da geht ein Mühlenrad.
- Karl Friedrich Werner (1804–1872), Pfarrer und Autor, nach ihm ist eine Straße in Fellbach benannt.
- Eduard Mörike lebte 1873 mit seiner Schwester in Fellbach. Das Haus, das er damals bewohnte, wurde inzwischen abgerissen. Erhalten blieb lediglich der „Mörike-Keller“ auf einem 1909 vom damaligen Schultheiß August Brändle erworbenen Grundstück.
- Walter E. Lautenbacher (1920–2000) lebte mit seiner Familie in der Fellbacher Bahnhofstraße und arbeitete von 1950 bis 1954 im Studio von Foto Manfred Barth in der Cannstatter Straße 130.
- Georg Karl Pfahler (1926–2002), Maler, Künstler und Kunstprofessor, lebte und arbeitete in Fellbach.
- Gerhard Ertl (* 1936), Nobelpreisträger 2007, wuchs in Fellbach-Schmiden auf.
- Joschka Fischer (* 1948), lebte 1965 in Fellbach.
- Jusup Wilkosz, (1948–2019), Sportler, Bodybuilder, Mr. Universum (1980), betrieb in Fellbach ein Fitness-Studio.
- Peter Lehmann (* 1950), Autor und Buchverleger in Berlin, Ehrendoktor der Aristoteles-Universität Thessaloniki (Griechenland) und Träger des Bundesverdienstkreuzes, lebte von 1955 bis 1970 in Fellbach
- Friedrich Weßbecher (1950–1997), Maler, Objekt- und Environment-Künstler und Bildhauer, der sein Atelier in dem Fachwerkhaus in der Butterstraße 1 in Schmiden hatte, wo sich heute ein Programmkino und die Stadtteil-Bibliothek befinden.
- Magdalena Brzeska (* 1978), deutsche Turnerin, war sechs Jahre lang beim TSV Schmiden, dem Sportverein des gleichnamigen Stadtteils. Olympiateilnehmerin Atlanta 1996.
- Lisa Ingildeeva, Turnerin, TSV Schmiden, Olympiateilnehmerin in Athen 2004.
- Reinhard Gröper (Pseudonym für Egbert-Hans Müller) (* 1929), Schriftsteller, verbrachte seine Grundschulzeit 1935 bis 1938 in Fellbach.
- Rio Reiser (1950–1996), lebte 1957–1961 in Fellbach-Schmiden.
- Maren Baumbach (* 1981), deutsche Handballspielerin, ist Lehrerin am Gustav-Stresemann-Gymnasium Fellbach
- Sami Khedira (* 1987), Fußballspieler (wuchs im Ortsteil Oeffingen auf)
- Darja Varfolomeev (* 2006), deutsche rhythmische Sportgymnastin, startet für den TSV Schmiden, Olympiasiegerin Paris 2024.